# Todaroa
Todaroa, monotipaski biljni rod iz porodice štitarki.
Jedina vrsta je T. aurea, trajnica sa dvije podvrste, obje ograničene na Kanarske otoke

## Podvrste
- Todaroa aurea subsp. aurea; (Gran Canaria, Tenerife, La Gomera, Hierro, La Palma )
- Todaroa aurea subsp. suaveolens P.Pérez; (La Palma Isl.)

- T. aurea
- T. aurea